# Пастырское городище

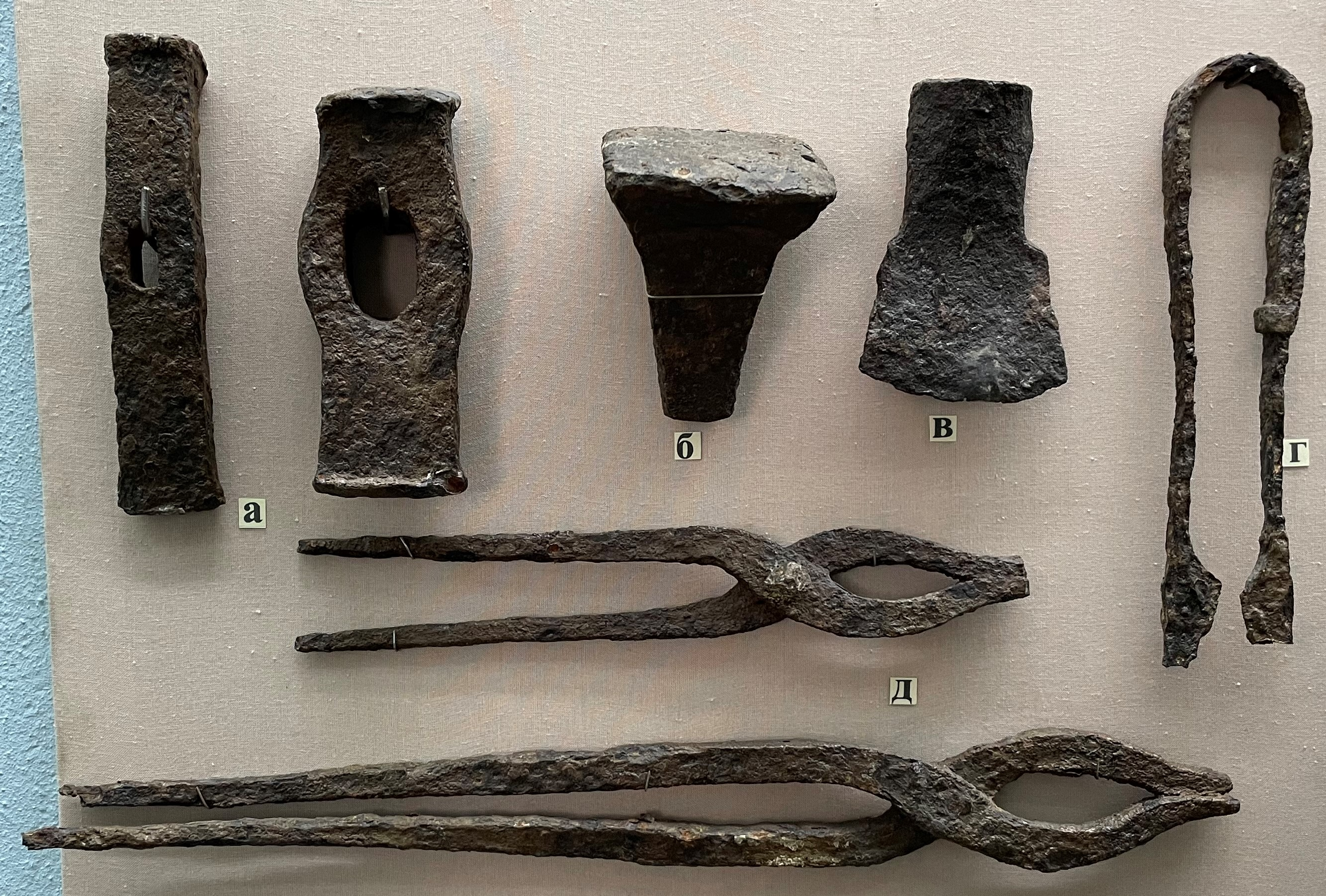
Набор кузнечных инструментов, найденных во время раскопок Пастырского городища

Пастырское городище (укр. Пастирське городище) — городище в Черкасском районе Черкасской области Украины.
Пастырское городище находится в 3 км к западу от села Пастырское на территории хутора Свинолуповка. Долиной реки Сухой Ташлык (приток Тясмина) более узкая левобережная часть городища площадью ок. 5 га отделена от правобережной части городища площадью ок. 15 га. Нижние слои городища, где прослежены 2 этапа сооружения укреплений — VII—VI веков до н. э. и IV—III веков до н. э., относятся к скифской археологической культуре. Находки греческой импортной керамики свидетельствуют о том, что обитатели Пастырского городища в VI—IV веках до н. э. вели торговлю с греческими городами Северного Причерноморья, преимущественно с Ольвией.
Пастырское городище возникло во второй половине или конце VII века как полиэтничное поселение на территории пеньковской культуры. Городище было крупным торгово-ремесленным и, возможно, политическим центром, где присутствовали как выходцы из Подунавья, так и представители восточно-славянского населения, близкого носителям лука-райковецкой культуры. Культура Пастырского городища, не имея выраженных славянских черт, сильно напоминает древности неславянского Подунавья, Причерноморья, Северного Кавказа.

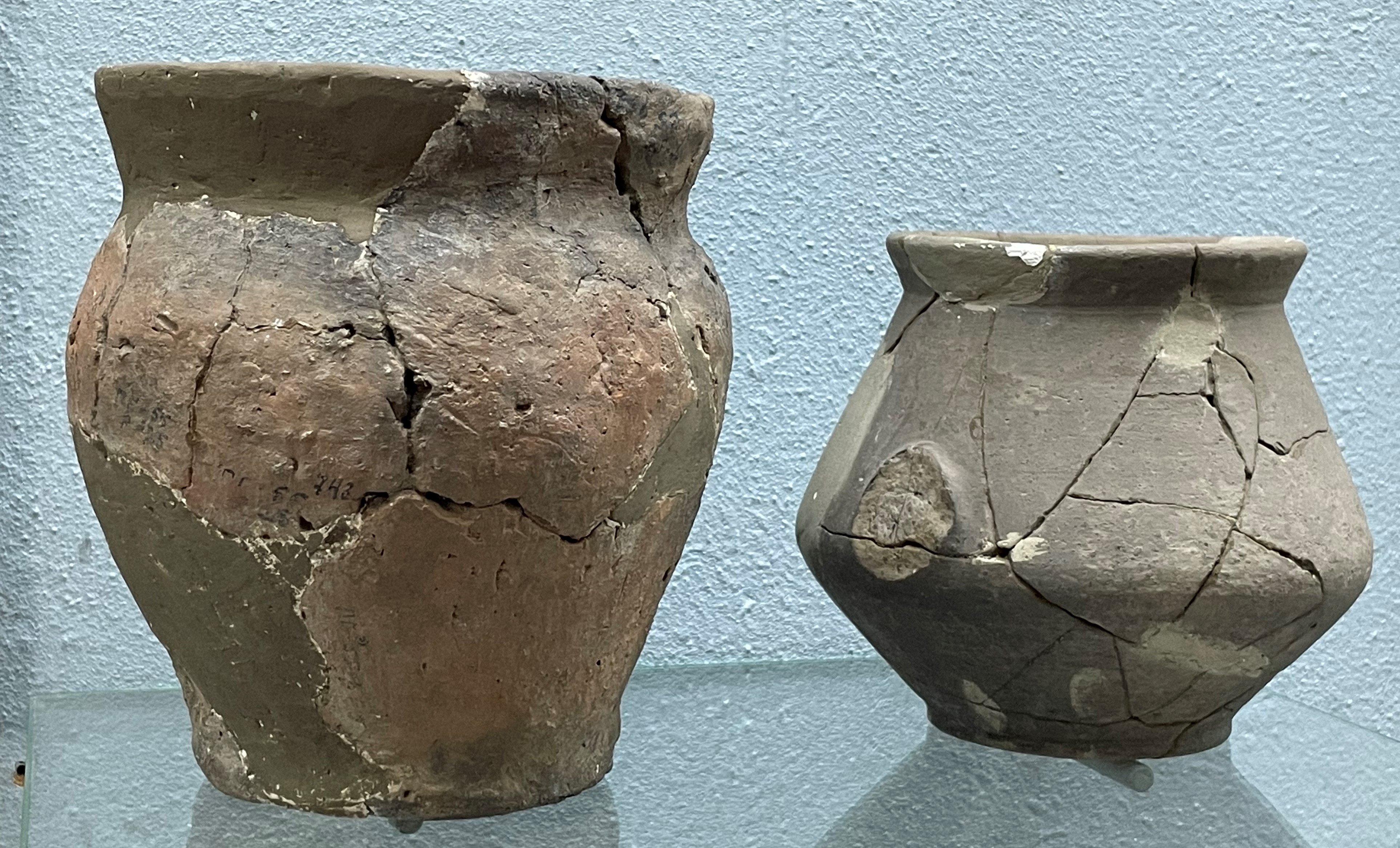
Керамика Пастырского городища

В раннем средневековье была обжита в основном левобережная часть городища. Население использовало восходящие к скифскому времени укрепления (рвы, валы), не возобновляя их. На территории городища располагались мастерские по выплавке железа, кузница, общинное зернохранилище. Открыты остатки жилищ полуземляночного и наземного типов, посуда, изготовленная на гончарном круге, орудия труда (серпы, косы и др.), ювелирные изделия из бронзы и серебра. Серьги пастырского типа найдены на поселениях в Григоровке, Зеленках и в составе Харьевского клада. Пастырское городище и другие археологические памятники (городище Поганьско в Бжецлаве и клад из Земянского Врбовока в Крупине (Словакия), клады из Среднего Поднестровья и Среднего Поднепровья и др.) являются свидетельством переселений славян с территории Подунавья после прихода на Балканы протоболгар хана Аспаруха в 679—680 годах. Возможно, именно этот исход потомков антов и стал основой рассказа летописца Нестора о дунайской прародине славян.
На рубеже VII—VIII веков поселение на месте Киева, по сравнению с синхронным Пастырским городищем, по уровню социально-экономического развития было рядовым и не могло быть «племенным центром», впрочем как и в последующий волынцевский период.
По-видимому, Пастырское поселение было разгромлено хазарами в первой половине VIII века. С разгромом Пастырского городища и с глубоким проникновением кочевников-носителей перещепинской культуры в лесостепь, достигших Киевщины, Битицкое городище заняло в Среднем Поднепровье место потестарно-экономической «столицы», такое же, которое Пастырское городище занимало среди памятников пеньковской культуры.